# アントワーヌ・ベルネード
 アントワーヌ・ベルネード（Antoine Bernède，1999年5月26日 - ）は、フランス・パリ出身のサッカー選手。エラス・ヴェローナFC所属。ポジションはミッドフィールダー。

## 経歴
2018年8月4日、トロフェ・デ・シャンピオンのASモナコ戦にチアゴ・シウバとの交代で途中出場し、プロデビューを果たした。
2019年2月6日、レッドブル・ザルツブルクに加入することが発表された。
2023年1月9日、2022-23シーズン終了までチャンレンジリーグのFCローザンヌ・スポルトにレンタル移籍することが決定した。6月23日に買取オプションが行使され、完全移籍となった。
2025年2月3日、エラス・ヴェローナFCに買取オプション付きでレンタル移籍した。その後完全移籍となった。

## 個人成績
2018年8月18日現在
| クラブ                 | シーズン | リーグ戦 | リーグ戦 | 国内カップ | 国内カップ | リーグ杯 | リーグ杯 | 国際大会 | 国際大会 | その他 | その他 | 合計 | 合計 |
| クラブ                 | シーズン | 出場     | 得点     | 出場       | 得点       | 出場     | 得点     | 出場     | 得点     | 出場   | 得点   | 出場 | 得点 |
| ---------------------- | -------- | -------- | -------- | ---------- | ---------- | -------- | -------- | -------- | -------- | ------ | ------ | ---- | ---- |
| パリ・サンジェルマンFC | 2018-19  | 2        | 0        | 0          | 0          | 0        | 0        | 0        | 0        | 1      | 0      | 3    | 0    |
| 通算                   | 通算     | 2        | 0        | 0          | 0          | 0        | 0        | 0        | 0        | 1      | 0      | 3    | 0    |

## タイトル

### クラブ
パリ・サンジェルマンFC
- トロフェ・デ・シャンピオン : 2018[2]

レッドブル・ザルツブルク
- ÖFBカップ : 2018-19, 2019-20, 2020-21, 2021-22
- ブンデスリーガ : 2018-19, 2019-20, 2020-21, 2021-22